# Dechantsees
Das Dorf Dechantsees ist ein Gemeindeteil der Gemeinde Pullenreuth im Landkreis Tirschenreuth, Regierungsbezirk Oberpfalz von Bayern.

## Lage
Dechantsees liegt etwa 600 m nordöstlich von Pullenreuth. 

## Geschichte
Die Ruralgemeinde Dechantsees wurde 1818–1822 aus der Hofmark Dechantsees gebildet.
Durch Dechantsees fließt der Höllbach, ein linker Zuflusses zur Fichtelnaab, durch den in der frühen Neuzeit mehrere Eisenhämmer betrieben wurden. Nördlich von Dechantsees wurde im Kalkhaus (Kalkhäusel) sog. Wunsiedler Marmor abgebaut; der Steinbruch mit Kalkofen wurde von der Firma Grimm aus Neusorg zwischen 1934 und 1939 errichtet. Der Steinbruch ist nicht mehr in Betrieb.

## Sehenswürdigkeiten
- Schloss Dechantsees
- Heilig-Kreuz-Kirche (Dechantsees), neben der Kirche befindet sich die sog. Klausenlinde, die vermutlich 1724 mit dem Bau der Kirche gepflanzt wurde.[6]

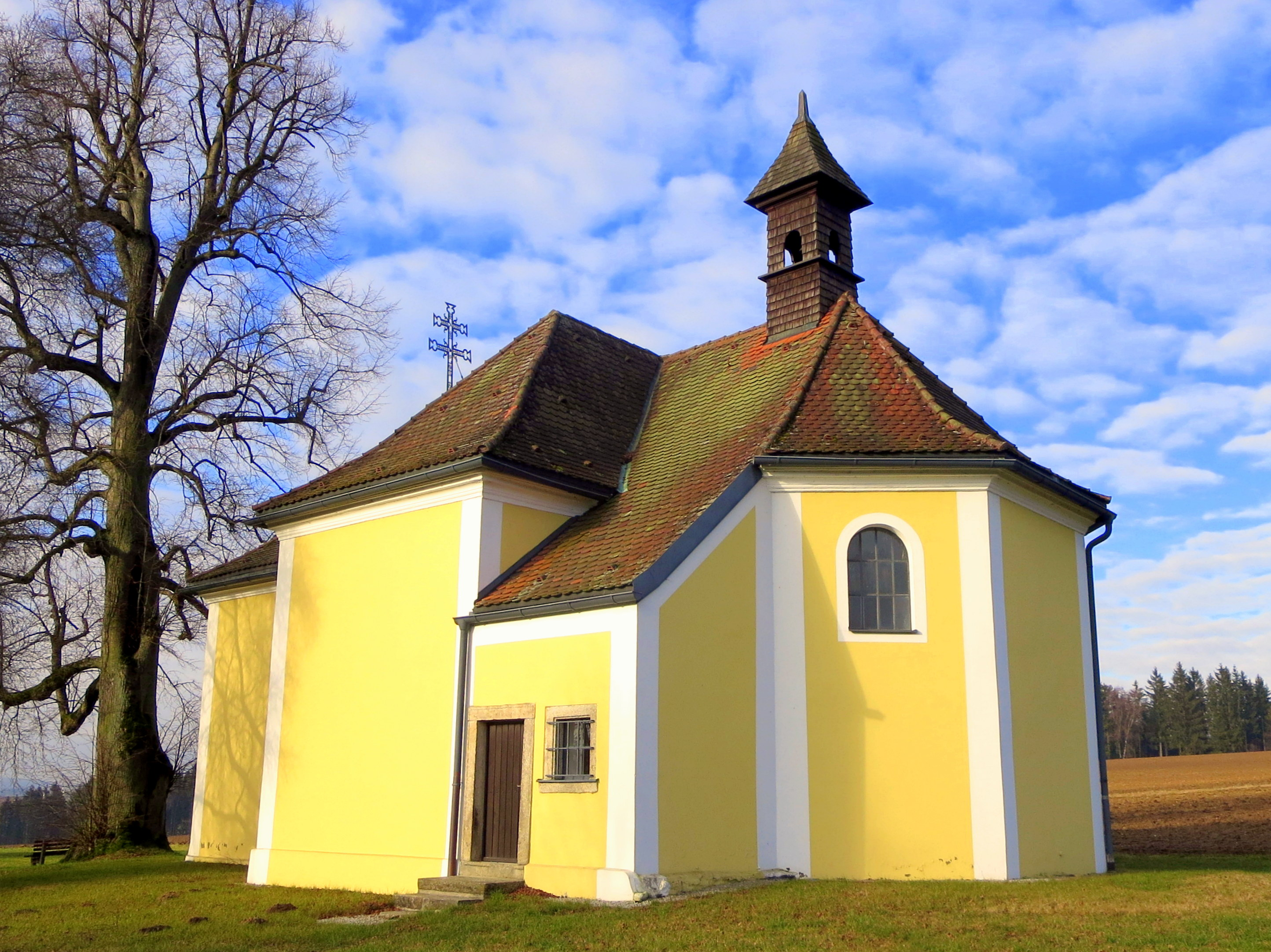
Heilig-Kreuz-Kirche (Dechantsees)